# 이종욱 (의료인)
이종욱(李鍾郁, 1945년 4월 12일~2006년 5월 22일)은 세계 보건 기구 사무총장을 지낸 대한민국의 의학자이며 국제 의료 행정 기관 단체인이다. 경복고등학교를 거쳐 서울대 의과대학에서 의학사 학위 취득하였으며, 서울대 대학원 산업공학과에서 공학석사 학위를, 미국 하와이 대학교 보건대학원에서 의학석사 학위(전염병학)를 받았다.

## 학력
- 1968 한양대학교 공과대학 건축공학과 공학 학사
- 1976 서울대학교 의과대학 의학 학사
- 1978 서울대학교 대학원 산업공학과 공학 석사
- 1981 미국 하와이 대학교 보건대학원 보건학 석사

### 명예 박사 학위
- 1994년 8월 8일 한양대학교 명예 의학박사
- 2001년 1월 8일 서울대학교 명예 의학박사

## 주요 경력
- 1983 ~ 1994  세계보건기구 지역사무처 질병예방관리국장 겸 한센병 관련 자문관
- 1994 ~ 1998  세계보건기구 지역사무처 글로벌백신프로그램 및 어린이 백신사업 총괄 책임국 국장
- 1998 ~ 2000  세계보건기구 지역사무처 자원동원 및 대외협력 업무 담당국 국장 겸 임정책자문관
- 2000 ~ 2003  세계보건기구 총기구본부 결핵퇴치사업국 국장
- 2003 ~ 2006  세계보건기구 제6대 사무총장

### 3년간 세계보건기구 사무총장
2003년 7월 21일, 한국인으로서는 처음으로 국제 기구의 수장인 세계 보건 기구의 차기 사무총장으로 당선되면서 재임 기간 중 결핵과 예방접종으로 예방이 가능한 어린이 질병, 조류 독감, 에이즈 퇴치에 힘썼다. 23년간 세계 보건 기구에서 활동하면서 서태평양 지역의 소아마비 박멸을 주도했으며, Global Drug Facility를 발족시켜 많은 사람들이 결핵 치료약을 얻을 수 있게 했다. 2005년에 모교인 서울대학교에서 《자랑스러운 서울대인》에 선정되었다.

## 생애 및 업적
한양대학교에서 건축공학을 전공한 후 고민 끝에 가치있는 길을 찾아 뒤늦게 서울대학교 의과대학에 진학해 1976년 학사 학위 취득했다. 대학시절 아버지가 돌아가시며 어려움을 겪으며 대학교를 마쳤다. 그 과정에서 여러 의료 봉사활동에 참여하며 부인인 카부라키 레이코(鏑木 玲子) 여사를 만났다. 당시 레이코 여사는 일본인임에도 불구하고 한국 사람들을 돕고자 천주교 봉사자의 자격으로 봉사활동을 하러 방문했다고 한다. 레이코 여사는 아직도 페루 수도 리마에 있는 슬럼가이자 판자촌인 카라바이요구에서 여성과 아동 보호를 위해 봉사활동을 진행하고 있다. 두 사람 사이에는 1명의 아들이 있고, 이름은 이충호(일본명은 카부라키 타다히로)이다.
1981년 레이코 여사와 함께 남태평양의 작은 섬나라인 미국령 사모아로 건너간 그는 한센병 환자를 치료하기 위해 봉사활동을 하게 된다. 당시 사모아에서 가난한 사람들은 의료의 혜택을 전혀 누릴 수 없었다. 그는 린든 존슨 병원(Lyndon B. Johnson tropical medical center)에서 1983년 5월 26일까지 일하면서 "아시아의 슈바이처"라 불리게 된다.
“한센병 잠복기 발견을 위한 연구”를 통해 국제적으로 한센병 전문가로 인정받아 1983년 피지에서 한센병 자문관으로 활동하면서 세계 보건 기구 직원으로 일하게 됐으며 남태평양의 사무소 거점 역할을 하던 피지를 중심으로 한센병 예방 업무를 주로 담당하고 후에는 결핵 담당관으로 결핵은 물론이고 예방 백신을 처방할 수 있는 질병을 중심으로 아동 질병 예방에 나서게 된다.
1994년에는 세계보건기구 글로벌백신프로그램 및 어린이 백신사업 총괄 책임자를 맡아 “우리의 미래이고 희망인 아이들에게 목숨을 잃거나 다리가 마비되는 고통을 줄 수 없다”며 ‘소아마비와의 전쟁’을 선포했다. 1년 뒤 소아마비 발생률을 세계인구 1만명 당 1명 이하로 낮추는 성과를 냈고, 『사이언티픽 아메리칸(Scientific American)』은 그를 ‘백신의 황제’라 칭하기도 했다.
2000년 세계보건기구 결핵퇴치사업 국장으로 부임한 뒤에는 현재까지 보건분야에서 가장 성공적이고 활발한 민관협력 사업으로 평가받는 글로벌결핵퇴치파트너십(Global Partnership to Stop TB)과 글로벌약품조달기구(Global Drug Facility, GDF)의 출범을 이끌었다. 2003년 세계보건기구 제6대 사무총장으로 선출된 후에는 전 세계를 아우르는 보건기구의 수장으로서 후천면역결핍증후군 퇴치를 최우선 과제로 삼았다. 2005년까지 300만 명의 후천면역결핍증후군 환자에게 치료제를 공급하자는 ‘3 by 5 캠페인’을 전개해 에이즈 치료에 대한 인식을 높이고 많은 지원을 이끌어냈다. 2004년에는 조류인플루엔자 확산방지와 소아마비·결핵 퇴치, 흡연규제 등으로 미국 시사주간지 '타임 (잡지)(TIME}'에서 선정한 ‘세계에서 가장 영향력 있는 100인’에 올랐다.
1983년 WHO 지역사무처 한센병 자문관으로 시작해 사무총장에 이르기까지 여러 직책에서 20년 이상 활동하면서 세계보건기구 개혁과 역할을 강화하여 회원국을 지원하는 데 헌신했다. 특히, 그가 사무총장 재임시절에 추진했던 공중보건협약인 담배규제기본협약의 비준, 국제보건규칙의 개정, 인플루엔자, 아시아 쓰나미, 파키스탄 지진 활동은 중요한 업적으로 평가받는다.
SCI급 논문 5편을 발표했으며, 사무총장으로 활동한 2004-2007년에는 후천면역결핍증후군, 여성과 아이들, 보건의료인력, 건강과 평화 등 세계가 직면하고 있는 여러 가지 위협에 대응하기 위한 목적으로 세계보건기구의 공식 보고서인 “세계건강보고서(World Health Report)”를 남겼다.
2006년 5월 22일 세계보건기구 총회 준비 중 지주막하출혈로 쓰러져 사망했으며, WHO장으로 장례식이 치러졌다. 유해는 국립대전현충원에 안장되었다. 한국 정부는 세계보건 증진을 위한 혁혁한 업적을 쌓아 국위를 선양한 공적을 기려 2006년 대한민국 국민훈장 가운데 최고등급인 무궁화장을 추서했다. 보건복지부 국민훈장 모란장, 한국언론인연합회 자랑스런 한국인대상, 대한적십자사 적십자 인도장 금장, 대한의사협회·한미약품 한·미 자랑스런 의사상, 세계한센포럼 한센공로상 등을 수상했다.

## 상훈
- 2002 대한민국 보건복지부 국민훈장 모란장
- 2004 대한적십자사 적십자 인도장 금장
- 2006 국민훈장 무궁화장
- 2008 대한의사협회‧한미약품 제1회 한‧미 자랑스런 의사상

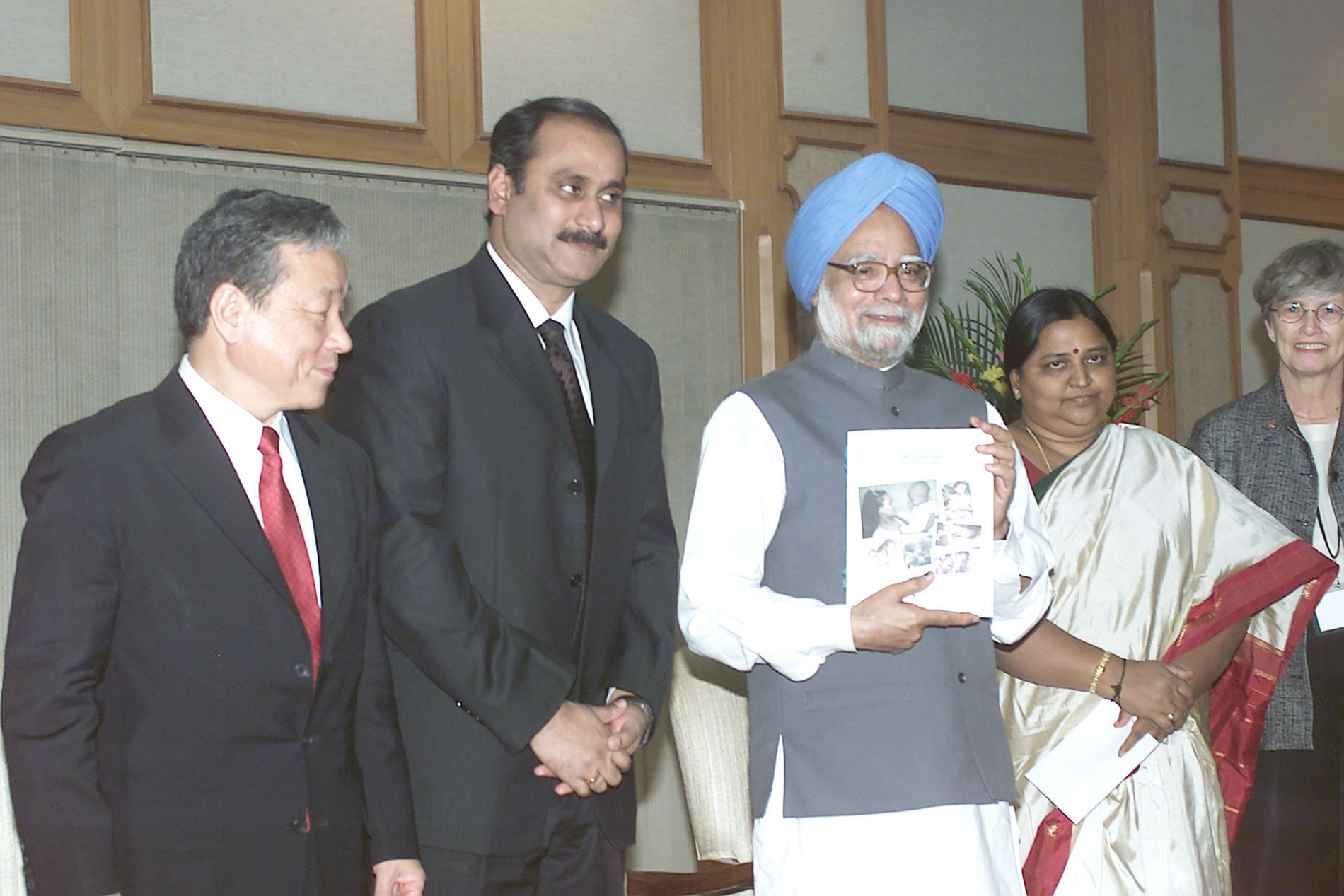
이종욱 박사와 인도의 총리 만모한 싱

- 2010 세계한센포럼 한센공로상

## 참고 문헌
- 대한민국 과학기술유공자지원센터. “故 이종욱 세계보건기구(WHO) 사무총장 : 세계보건 증진을 위해 헌신한 글로벌 리더”. 한국과학기술한림원.
- 과학의 거인 (2019.10.14.). “세계 보건행정의 리더 이종욱 전)WHO 사무총장”. 한국과학기술한림원 - 대한민국 과학기술유공자 카드뉴스.
- 권준욱 (2007). 《옳다고 생각하면 행동하라》. 가야북스. : 제네바에서 일하며 이종욱 총장을 회고한 책

## 같이 보기
- 한상태
- 이종욱글로벌의학센터[깨진 링크(과거 내용 찾기)]